# Theridion pluviale
Theridion pluviale là một loài nhện trong họ Theridiidae.
Loài này thuộc chi Theridion. Theridion pluviale được Albert Tullgren miêu tả năm 1910.